# بوابة بير شبيب
بوابة بير شبيب (بالفارسية: دروازه درب کوشک) هو بوابة تاريخي يعود إلى عصر القاجاريون، ويقع في جهرم.